# 方明胜
方明胜（1906年—2004年），男，湖北黄陂人，中华人民共和国军事人物，中国人民解放军少将，曾任浙江省军区副参谋长。